# Jimmy De Wulf
Jimmy De Wulf (Blankenberge, 9 giugno 1980) è un allenatore di calcio ed ex calciatore belga, di ruolo difensore, vice allenatore del Cercle Bruges.

## Carriera

### Club
De Wulf cominciò la carriera con la maglia del Club Brugge, che lo cedette poi in prestito ai norvegesi del Tromsø. Esordì nella Tippeligaen il 22 luglio 2001, quando fu titolare nella sconfitta per 3-1 sul campo del Brann.
Tornò poi al Club Brugge, dove non ebbe spazio e fu allora ceduto in prestito al Cercle Brugge. Successivamente, fu ingaggiato dallo stesso Cercle Brugge, a titolo definitivo. Nel 2008, fu prestato all'Ostenda.
Nel 2009 fu ingaggiato dai ciprioti dell'Enosis.